# رابرت کروم
رابرت کروم (انگلیسی: Robert Kromm؛ زادهٔ ۹ مارس ۱۹۸۴ ‏(۴۱ سال)) یک بازیکن والیبال اهل آلمان است.